# كريستوفر نوريس
كريستوفر نوريس (بالإنجليزية: Christopher Norris)‏ هو ناقد أدبي وفيلسوف بريطاني، ولد في 6 نوفمبر 1947.

## وصلات خارجية
- كريستوفر نوريس على موقع أرشيف الشارخ.